# 羅馬尼亞議會宮
議會宮（羅馬尼亞語：Palatul Parlamentului），又名共和國宮（Casa Republicii）、人民宮（Casa Poporului），是羅馬尼亞議會的辦公地點，位於羅馬尼亞首都布加勒斯特繡線菊山。議會宮高84（276英尺），總樓面面積365,000平方（3,930,000平方英尺），體積2,550,000立方（90,000,000立方英尺）。議會宮重量達4,098,500,000（9.04 × 109英磅；4.10 × 106公噸），被吉尼斯世界纪录認定為世界最重的建築。
議會宮由羅馬尼亞共產黨執政時期領導人尼古拉·齐奥塞斯库下令修建。當時羅馬尼亞國內對齐奥塞斯库本人和他家族的個人崇拜日益升溫。
該建築由安卡·佩特雷斯庫帶領的700人建築師團隊設計，工程耗時13年。建築外觀融合了社會主義現實主義和現代新古典主義風格。
議會宮以其華麗的內部而著稱，建築由23個部分構成。羅馬尼亞參議院（Senat）和眾議院（Camera Deputaților）都在議會宮辦公。此外還有三座博物館和一個國際會議中心在議會宮辦公，包括國家當代藝術美術館、共產極權主義博物館（設立於2015年）、宮殿博物館。雖然該建築最初和建設初期時的名稱是共和國宮，但在1989年羅馬尼亞革命之後，該建築被稱為人民宮。由於該建築醒目的特徵，眾多羅馬尼亞國家級活動和國際會議在這裡舉行。然而該建築仍有約70%的部分處於閒置狀態。
截至2008年，議會宮的工程費用達30億歐元，是世界最昂貴的政府建築。議會宮每年的供暖、電力和照明費用超過600萬美元，可以和一座中型城市的電力費用相當。

## 歷史

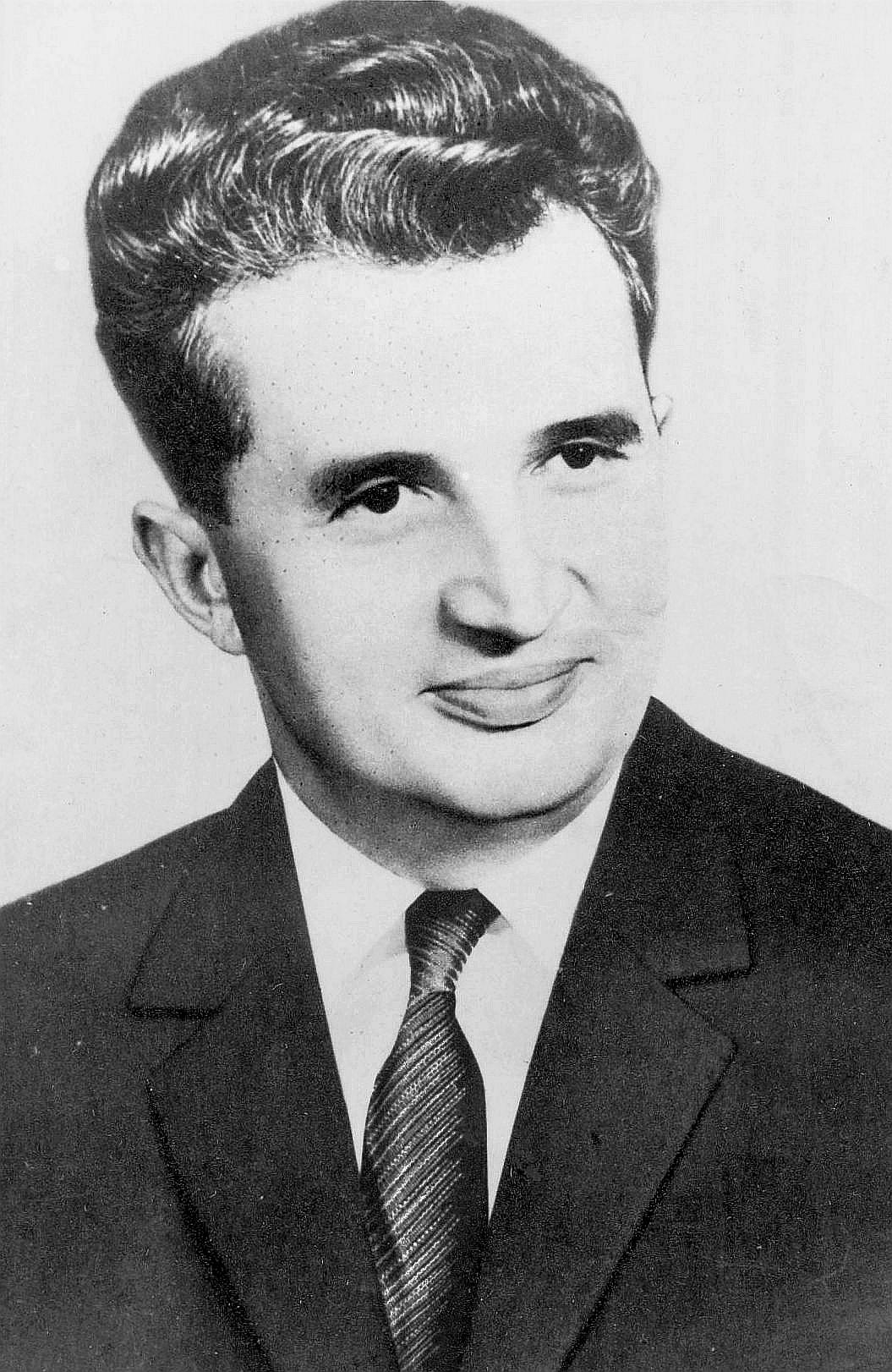
羅馬尼亞領導人尼古拉·齐奥塞斯库下令修建一座巨型建築

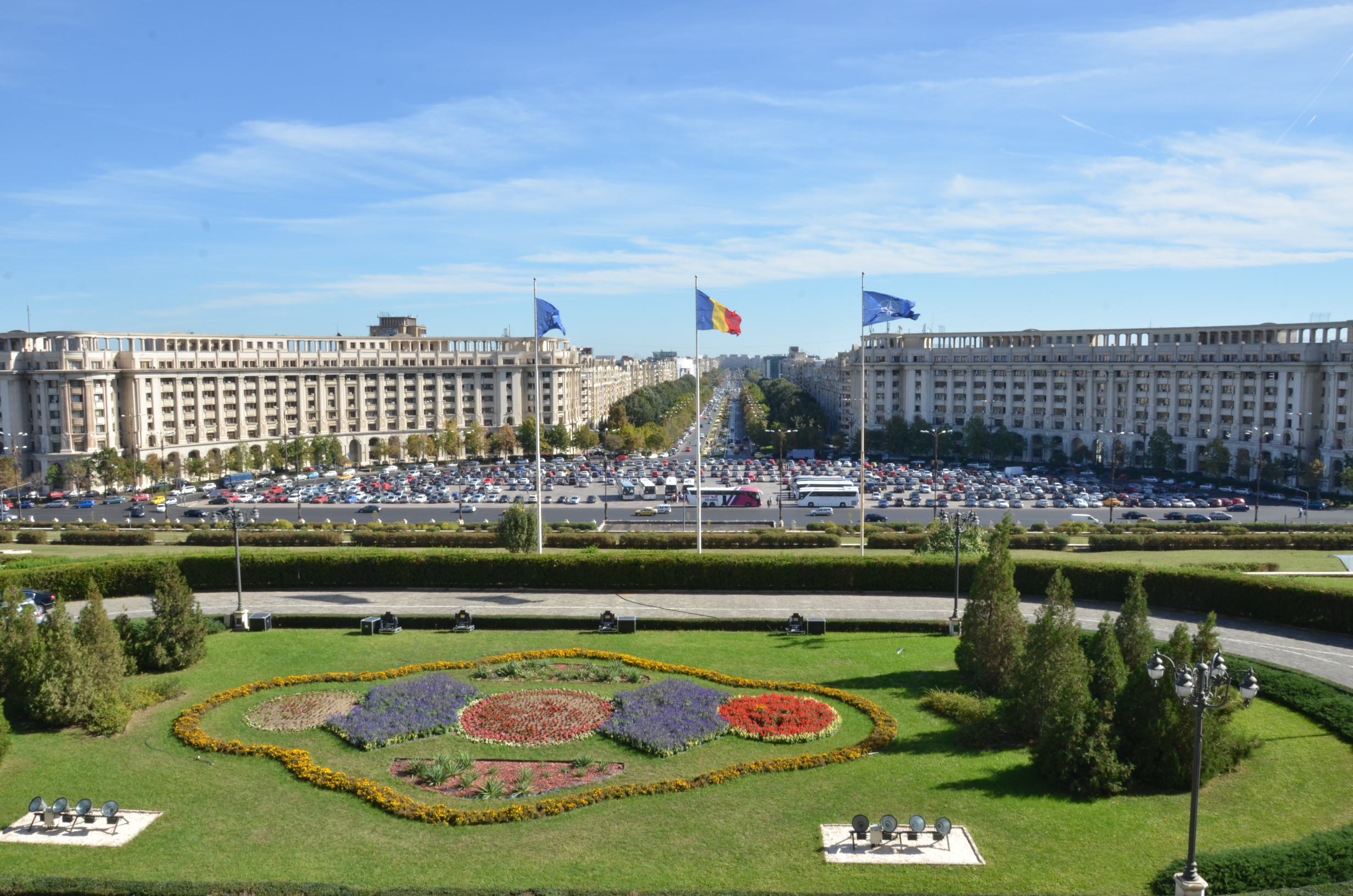
自議會宮看到的景色。Uranus-Izvor地區的建築為修建議會宮而拆除

議會宮的建設是尼古拉·齐奥塞斯库對羅馬尼亞實施系統化政策的最極端體現。系統化是齐奥塞斯库在1971年訪問東亞時在朝鲜民主主义人民共和国接觸主體思想後在羅馬尼亞實施的城市規劃政策。自1930年代卡羅爾二世執政時期開始，羅馬尼亞就有重整議會宮所在地區市容的計劃。1977年布加勒斯特地震為齐奥塞斯库提供了拆除布加勒斯特老舊部分的理由。他希望在布加勒斯特建設一個符合該國政治立場的公民中心，並開始了基於社會主義現實主義的布加勒斯特重建計劃。共和國宮是齐奥塞斯库計劃的核心。他的計劃開始於1978年，最初的目標是建設一個朝鮮首都平壤的複製品。
在經過公開競爭之後，安卡·佩特雷斯庫被指定為這一項目的領導者。共和國宮的工程開始於1984年6月25日，齐奥塞斯库出席了開工儀式，並經常視察工程進展。
為修建共和國宮，烏拉納斯山（Uranus Hill）被夷為平地。該地區曾經建有國家檔案館、米哈伊·沃達修道院等修道院，以及布蘭肯文斯（Brâncovenesc）醫院。此外這裡還曾有約37座工廠和作坊。拆除工程開始於1982年，面積約7平方（2.7平方英里）的舊市中心被拆除，約4萬人搬離該地區。這些工作由軍人的義務勞動完成，以最小化成本。有2萬至10萬人參與了共和國宮工程，實施了三班倒。工人中有5000人是羅馬尼亞人民軍的成員，還有眾多「志工」參加。
1989年時，該建築的成本估計有17.5億美元。2006年，這一數字是30億歐元。1990年，澳洲媒體大亨鲁伯特·默多克試圖以10億美元的價格購買這座建築，但被拒絕。

### 1989年之後
1994年開始，議會宮是羅馬尼亞議會眾議院的辦公地點。眾議院之前在國會宮辦公，但後來捐贈給羅馬尼亞正教會。2006年開始，羅馬尼亞參議院也從前羅馬尼亞共產黨總部（該大樓之後轉由羅馬尼亞內政部使用，為羅馬尼亞內政部大樓）搬遷至議會宮辦公。在竣工6年後的2003年至2004年時，議會宮在外側電梯加裝了玻璃附件，以便於外界進入國家當代藝術美術館。
議會宮內有一家僅服務政治家的餐廳。1998年開始，議會宮是東南歐合作倡議（SECI）的辦公地點。2008年，議會宮舉辦了北大西洋公約組織（NATO）第20屆峰會。2010年，政治家席爾維·普利戈亞納建議將議會宮改建為購物中心和娛樂設施。他表示羅馬尼亞議會僅適用了這座建築30%的空間，因此應搬遷至其他建築內。雖然這一提案在羅馬尼亞引起爭論，政治家米隆·米特雷亞駁斥稱這一想法是「兒戲」。
議會宮也是眾多賽車賽事的場地，包括2011年的羅馬尼亞漂移大獎賽。

#### 建築圖片版權
雖然議會宮的建築費用由公共財政負擔，且建築家亦並非受僱設計這座建築，但在首席設計師安卡·佩特雷斯庫去世之後，他的繼承人狀告羅馬尼亞眾議院未經許可就使用議會宮的圖像。眾議院還因出售帶有議會宮的照片和紀念品而被指控侵犯版權。法律專家指出，遊客因非商業用途而對建築進行拍攝並不受到限制。佩特雷斯庫的繼承人則要求對議會宮圖片的任何商業用途需繳納2%的版權使用費。

## 技術細節
議會宮的工程開始於1984年，最初計劃在兩年內竣工。建築有八個地下層，最深的一層是一個核掩體，並通過一個長20（12.4英里）的隧道連接羅馬尼亞主要政府機構。
議會宮的總樓面面積達365,000平方（3,930,000平方英尺），是世界第三大政府建築，僅次於美國的五角大樓和曼谷的泰國國會大樓。該建築也是世界體積最大的建築，體積達2,550,000立方（90,000,000立方英尺），比吉薩大金字塔多2%。
由於其龐大的重量，議會宮每年下沉6（0.24英寸）。

### 材料
議會宮的幾乎全部材料都取自於羅馬尼亞國內。少數例外之一是尼古拉·伯爾切斯庫廳的大門。這座門是齐奥塞斯库的朋友，曾長期擔任扎伊尔 (今刚果民主共和国 )總統蒙博托·塞塞·塞科贈送的禮物。
議會宮使用了3,500噸水晶，用於製造480個枝形吊燈、1409個天花板燈和镜子。議會宮還使用了70萬噸鋼和銅，用於製作門窗、吊燈和柱頭。大理石用量達1,000,000立方（35,000,000立方英尺），木材用量達900,000立方（32,000,000立方英尺）。

## 外部連結
- Cristina Hanganu-Bresch, The People's House: The Building and Rebuilding of Romanian National Consciousness
- Palace of Parliament - Chamber of Deputies, Bucharest at Google Cultural Institute （页面存档备份，存于）